# La Sieste (Victor Hugo)
Pour les articles homonymes, voir La Sieste.
La Sieste est une poésie de Victor Hugo, publiée dans son recueil L'Art d'être grand-père (1877).
Elle est connue pour évoquer un enfant qui fait la sieste ; tout n'est que sérénité et amour ; quand l’enfant se réveille, la mère en est attristée, tant le spectacle auquel elle avait assisté lui paraissait merveilleux.

## Compléments